# Миколаївський спортивний клуб
Миколаївський спортивний клуб — спортивний клуб з Миколаєва, заснований в 1913 році на базі миколаївського «Атлетик-Клубу». Заснований у 1908 році під назвою «Зебра». Об'єднував спортсменів-любителів. Багаторазово ставав чемпіоном міста Миколаєва з футболу. Був членом Всеросійського футбольного союзу. Брав участь у другому розіграші першості Російської імперії з футболу (1913 рік). Кольори клубу — синій і білий.

## Хронологія назв
- 1908—1912: Зебра (англ. Zebra)
- 1912—1913: Миколаївський Атлетик-Клуб (Николаевскій Атлетикъ Клубъ)
- 1913—1923: Миколаївський Спортивний клуб (Николаевскій Спортингъ-Клубъ)

## Історія

### Zebra
Накінці 1908 року в Миколаєві члени місцевої англійської колонії - повірені іноземних фірм і службовці хлібних контор — заснували свою футбольну команду під назвою «Zebra» («Зебра», іноді «Футбол-Клуб "Зебра"»). Організатором команди став службовець хлібної контори Чарльз Клавел Бейт. У перші роки «Зебра» влаштовувала матчі виключно з англійськими моряками на Адміралтейській площі Миколаєва.
У 1911 році «Зебра» провела перші міжміські матчі з сусідами з Одеси. Перший матч пройшов у червні в Одесі, і був програний «Одеському гуртку "Футбол"» з рахунком 0:2. Перша ж перемога була здобута 30 жовтня в Миколаєві над Одеським Британським Атлетичним Клубом. Переможний м'яч забив Панхоке на 88-ій хвилині.

### Миколаївський Атлетик-Клуб
У 1912 році було вирішено легалізувати «Футбол-Клуб "Зебра"». Для цього команду перетворили в «Миколаївський Атлетик-Клуб» і 2 березня 1912 року в канцелярію миколаївського градоначальника контр-адмірала М'язковського був поданий для затвердження статут нового спортивного товариства. Статут був затверджений і «Атлетик-Клуб» став першим офіційним миколаївським футбольним клубом.
У тому ж році з ініціативи «Атлетик-Клубу» й інших місцевих команд організовується Миколаївська футбольна ліга. Під егідою Ліги влаштовується перший чемпіонат міста. У розіграші взяли участь 8 місцевих команд і друга команда «Атлетик-Клубу». Головна команда «Атлетик-Клубу» участі в чемпіонаті не брала, внаслідок того, що всі команди, які беруть участь в змаганнях, визнали його зверхність.
У березні 1913 року «Атлетик-Клуб» провів 2 своїх останніх матчі проти найсильнішої команди Києва «Політехніки» (чемпіон Києва 1912 року, віце-чемпіон Києва 1913 року). Матчі завершилися з рахунком 1:1 та 0:2 відповідно. Кияни виявилися сильнішими.

### Миколаївський спортивний клуб
У лютому 1913 року «Атлетик-Клуб» було реорганізовано в «Миколаївський спортивний клуб». Перероблений статут «Спортивного клубу» був затверджений 30 квітня 1913 року миколаївським градоначальником М'язговським. Згідно зі статутом, метою клубу було поширення в Миколаєві спортивних ігор: футболу, лаун-тенісу, крокету, хокею, крикету, фехтування, катання на ковзанах, гімнастики. Клуб мав в своєму розпорядженні орендоване футбольне поле на перетині вулиць Садової та Прикордонної, а також три майданчики для лаун-тенісу.

#### Чемпіонат Росії
У 1913 році «Миколаївський спортивний клуб», був єдиним офіційно затвердженим клубом у Миколаєві і будучи членом Всеросійського футбольного союзу, отримав запрошення з Петербурга взяти участь у другому розіграші першості Росії. У чемпіонаті Російської імперії брали участь збірні команди міст імперії: Петербурга, Москви, Харкова, Одеси, Києва та Миколаєва. Як збірна Миколаєва на турнір відправилися гравці «Спортивного клубу». Точніше не вирушили. Турнір мав відкриватися 18 серпня в Миколаєві матчем місцевої збірної проти збірної Одеси, проте з Петербурга прийшла телеграма про перенесення матчу в Одесу на поле ОБАКа. Миколаївці проявили характер, і в знак протесту не з'явилися на матч. Гра не відбулася. Одеситам була зарахована перша перемога, а миколаївці вибули зі змагань. Більшість довідкової літератури вказує, що матч відбувся, і був виграний одеситами з рахунком 3:2, проте ця гра пройшла набагато раніше - 19 травня.

#### 1914—1923
У 1914 році в Одесі і Миколаєві провів 5 поєдинків з місцевими командами перший закордонний клуб. Ним став стамбульський «Фенербахче», чемпіон Стамбула 1912/13 років. Проти «Миколаївського спортивного клубу» турки провели 2 матчі. 5 червня миколаївці святкували перемогу — 1:0, а 8 червня «Фенербахче» взяв впевнений реванш — 0:3.
У період 1914—1918 «М. С.К.» брав участь в Чемпіонатах міста. Турніри проводилися двічі на рік — навесні та восени. «Спортивний клуб» був беззаперечним лідером міста, жодного разу не покидаючи лідерську трійку. 5 раз клуб ставав чемпіоном, 2 рази — другим і лише один раз — третім.
Під час французької інтервенції 1919—1920 в Миколаєві існували лише дві команди: «Спортивний клуб» й «Уніон». Вони іноді грали між собою або з командами інтервентів, проте «Спорт Клуб» вважається чемпіоном міста і тих років.
У 1920 році Червона Армія зайняла місто, і в наступному році чемпіонати міста відновилися. У весняному чемпіонаті 1921 року лідери підтвердили свою реноме: «Спортивний клуб» — перший, «Уніон» — другий. Третьою стала молода команда Суднобудівної верфі під назвою «Наваль».
Протягом двох наступних років «Миколаївському спортивному клубу» вдавалося залишатися лідером. У місті почали утворюватися футбольні клуби серед робітників. Навесні 1923 року «М. С.К.» в останній раз став чемпіоном міста. Восени став третім і після цього зник, остаточно поступившись місцем новим командам. Одночасно з «М. С.К.» було ліквідовано й «Уніон». Найкращі гравці обох команд увійшли до складу команди «Профінтерн», організованої в тому ж році при Окрпрофбюро.

## Досягнення

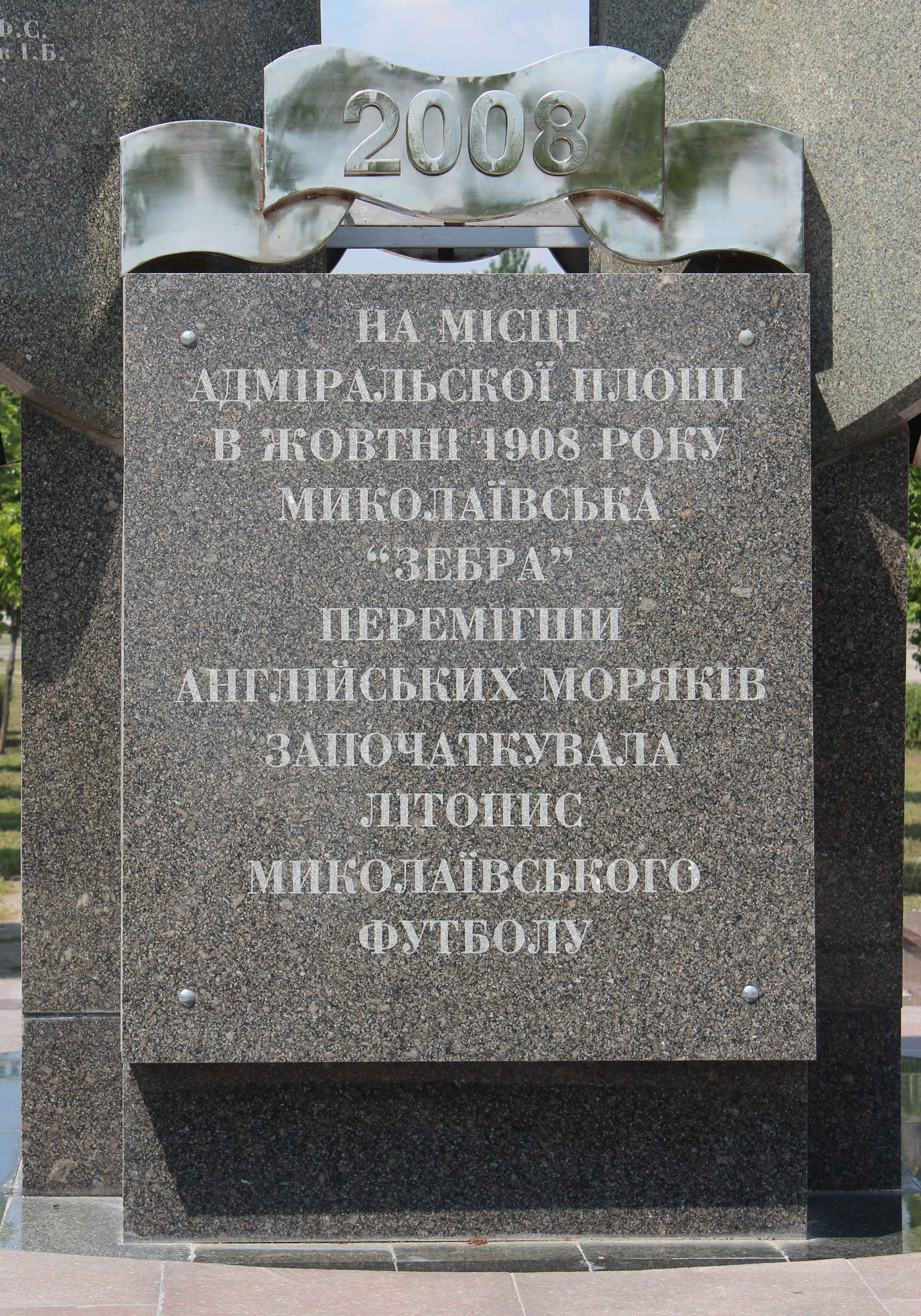
Табличка на пам'ятнику століття миколаївського футболу

- Чемпіонат Російської імперії
  - 1/4 фіналу (1): 1913

- Чемпіонат Миколаєва
  -  Чемпіон (13): 1912, 1914 (в), 1916 (в), 1916 (о), 1917 (о), 1918 (о), 1919, 1920, 1921 (в), 1921 (о), 1922 (в), 1922 (о), 1923 (в).
  -  Срібний призер (2): 1914 (о), 1915 (в)
  -  Бронзовий призер (2): 1917 (в), 1923 (о)

## Століття миколаївського футболу
Команда «Зебра» є учасницею першого футбольного матчу, що проходив на території Миколаївської області. Матч відбувся в жовтні 1908, і саме ця дата є офіційно прийнятою датою народження футболу на Миколаївщині. У 1914 році у Миколаєві побувала команда Фенербахче Стамбул, перемога і поразка.У 2008 році до сторіччя місцевого футболу і в пам'ять про історичний матч у місті Миколаєві був споруджений монумент з пам'ятною табличкою.